# Нагано Парсейро
«Нагано Парсейро» (яп. アスレチッククラブ長野パルセイロ Асурэтикку Курабу Нагано Парусэйро, англ. Athletic Club Nagano Parceiro) — японский футбольный клуб из города Нагано, в настоящий момент выступает в Джей-лиге 3, третьем по силе дивизионе страны. Слово парсейро в названии клуба означает «партнёр» с португальского языка.

## История
Клуб был основан в 1990 году под названием «Нагано Элдза ФК» в составе местного вуза, его оранжевые и чёрные цвета были выбраны как цвета префектуры Нагано. В 2007 году название клуба на «ФК Нагано Парсейро» из-за проблемы авторских прав, однако клубные цвета и символ (львица Элза) остались нетронутыми.
Принципиальным соперником «Нагано Парсейро» является клуб «Мацумото Ямага», матчи между ними называют «дерби Синано». В своём дебютном сезоне в Японской Футбольной Лиге команда заняла второе место, но получить место в Джей-лиге не смогла из-за несоответствия стадиона необходимым стандартам.

## Результаты в Японской футбольной лиге
- 2011: 2-е
- 2012: 2-е

## Главные тренеры
- 1990—1999 ?
- 2000—2005  Таканобу Коминато
- 2006  Минору Сато
- июль 2006—декабрь 2009  Валдейр Виейра
- 2010—2012  Норихиро Сацукава
- 2013—август 2015  Наохико Минобэ
- 2015  Хадзимэ Это
- 2016  Фумитакэ Миура
- 2017—июнь 2018  Тэцуя Асано
- июнь 2018—декабрь 2018  Юдзи Сакакура
- 2019—  Юдзи Ёкояма[англ.]